# Ronny Gaspercic
Ronald Louis Gaspercic (ur. 9 maja 1969 w Genku) – belgijski piłkarz. Występował na pozycji bramkarza. Karierę zakończył w 2007 roku.

## Kariera
Gaspercic profesjonalną karierę rozpoczynał w KFC Winterslag, zwanym później KRC Genk. W Winterslag zadebiutował w sezonie 1987/1988. W 1994 roku jego drużyna zajęła ostatnie, osiemnaste miejsce w lidze i spadła do Tweede Klasse.
W 1996 Gaspercic podpisał kontrakt KRC Harelbeke. Dwa lata później trafił do hiszpańskiej CF Extremadury. Debiut w Primera Division zaliczył 30 sierpnia 1998, w zremisowanym 0-0 spotkaniu przeciwko Realowi Valladolid. Szybko przebił się tam do pierwszej jedenastki, jednak już w pierwszym sezonie spadł z tym klubem do drugiej ligi. Po dwóch sezonach spędzonych na zapleczu ekstraklasy przeszedł do pierwszoligowego Realu Betis. Zagrał tam tylko dwukrotnie; po raz pierwszy 5 maja 2002 w przegranym 0-3 pojedynku z Deportivo La Coruna, a po raz drugi sześć dni później w wyjazdowym spotkaniu z Valencią, zakończonym wynikiem 2-0 na korzyść gospodarzy. W 2003 odszedł do drugoligowego Deportivo Alavés. Po zajęciu czwartej pozycji przez ten klub w Segunda División, Gaspercic postanowił przenieść się do ekipy z ekstraklasy - Albacete Balompie. Rozegrał tam 37 spotkań w pierwszej lidze i po spadku tej durżyny z Primera Divison, Gaspercic zdecydował się na powrót do ojczyzny, podpisując kontrakt z KVC Westerlo.
Gaspercic ośmiokrotnie wystąpił w reprezentacji Belgii.
| Sezon   | Klub              | Kraj      | Rozgrywki        | Mecze | Bramki |
| ------- | ----------------- | --------- | ---------------- | ----- | ------ |
| 1987/88 | KFC Winterslag    | Belgia    | Eerste Klasse    | 5     | 0      |
| 1988/89 | KRC Genk          | Belgia    | Eerste Klasse    | 18    | 0      |
| 1989/90 | KRC Genk          | Belgia    | Eerste Klasse    | 30    | 0      |
| 1990/91 | KRC Genk          | Belgia    | Eerste Klasse    | 5     | 0      |
| 1991/92 | KRC Genk          | Belgia    | Eerste Klasse    | 20    | 0      |
| 1992/93 | KRC Genk          | Belgia    | Eerste Klasse    | 20    | 0      |
| 1993/94 | Racing Genk       | Belgia    | Eerste Klasse    | 26    | 0      |
| 1994/95 | KRC Genk          | Belgia    | Tweede Klasse    | 32    | 0      |
| 1995/96 | KRC Genk          | Belgia    | Tweede Klasse    | 34    | 0      |
| 1996/97 | KRC Harelbeke     | Belgia    | Eerste Klasse    | 34    | 0      |
| 1997/98 | KRC Harelbeke     | Belgia    | Eerste Klasse    | 33    | 0      |
| 1998/99 | CF Extremadura    | Hiszpania | Primera Division | 32    | 0      |
| 1999/00 | CF Extremadura    | Hiszpania | Segunda División | 33    | 0      |
| 2000/01 | CF Extremadura    | Hiszpania | Segunda División | 32    | 0      |
| 2001/02 | Real Betis        | Hiszpania | Primera Division | 2     | 0      |
| 2002/03 | Real Betis        | Hiszpania | Primera División | 0     | 0      |
| 2003/04 | Deportivo Alavés  | Hiszpania | Segunda División | 37    | 0      |
| 2004/05 | Albacete Balompié | Hiszpania | Primera División | 17    | 0      |
| 2005/06 | KVC Westerlo      | Belgia    | Eerste Klasse    | 34    | 0      |
| 2006/07 | KVC Westerlo      | Belgia    | Eerste Klasse    | 27    | 0      |